# Sweet Dreams (Are Made of This) (álbum)
Sweet Dreams (Are Made of This) é o segundo álbum de estúdio da dupla britânica Eurythmics, lançado em 4 de janeiro de 1983.

## Lançamento e popularidade
Depois de quase dois anos com fracasso comercial inicial do Eurythmics, este álbum tornou-se uma descoberta comercial para a dupla em ambos os lados do Atlântico. A faixa-título tornou-se bastante popular e continua a ser uma das canções mais conhecidas do Eurythmics, seu videoclipe, popular na MTV nos Estados Unidos, é memorável por imagens de duplo gênero da Annie Lennox. Na esteira desse sucesso, o single "Love is a Stranger", anteriormente um fracasso, foi lançada e se tornou um sucesso também. Ela também foi acompanhada por um vídeo impressionante, que contou com Lennox vestida como um homem e uma mulher. E que virou meme no Brasil e foi esquecida pelos americanos.

## Gravação
Dave Stewart, junto com Robert Bater e o ex-baixista do The Selector Adam Williams, produziram o álbum em estúdio do Eurythmics, 'relativamente primitivo de 8 faixas próprias, ganhando prêmios pela qualidade do resultado final, que desmentiu as suas origens de baixo orçamento. Sweet Dreams viu a dupla se afastar da psicodélia, o som da guitarra com toques do seu álbum de estreia de 1981, In The Garden, incidindo sobre sintetizadores analógicos e tambor de máquinas (em particular os Sistemas de Circulação Drum Computer, que contou com um display gráfico visual dos padrões de tambor). Embora o género "synth pop" havia crescido em popularidade nos anos anteriores, foi freqüentemente associado com todos os grupos do sexo masculino. Eurythmics (em especial com estilo vocal de Lennox) trouxe um toque de soul music ao som eletrônico, o que provou ser popular com as audiências mais amplas.
Em 2005, o álbum foi remasterizado, incluindo 6 faixas adicionais e um novo encarte com letras e fotos.
| Críticas profissionais                                                      | Críticas profissionais |
| Avaliações da crítica                                                       | Avaliações da crítica  |
| Fonte                                                                       | Avaliação              |
| --------------------------------------------------------------------------- | ---------------------- |
| allmusic                                                                    | link                   |
| Robert Christgau                                                            | (B) link               |
| Rolling Stone                                                               | link                   |
| Slant Magazine                                                              | link                   |
| Esta tabela precisa de ser acompanhada por texto em prosa. Consulte o guia. |                        |

## Faixas
1. "Love Is a Stranger" – 3:43
2. "I've Got an Angel" – 2:45
3. "Wrap It Up" - 3:33
4. "I Could Give You (A Mirror)" – 3:51
5. "The Walk" – 4:40
6. "Sweet Dreams (Are Made of This)" – 3:36
7. "Jennifer" – 5:06
8. "This Is the House" – 4:56
9. "Somebody Told Me" – 3:29
10. "This City Never Sleeps" – 6:20

## Remaster extra tracks
1. "Home Is Where the Heart Is" – 2:28
2. "Monkey Monkey" – 4:14
3. "Baby's Gone Blue" – 5:15
4. "Sweet Dreams" (Hot Remix) – 5:17
5. "Love Is a Stranger" (Coldcut Remix) – 7:18
6. "Satellite of Love" – 4:37

## Desempenho nas paradas musicais
| Parada musical (1983)                                                     | Melhor posição |
| ------------------------------------------------------------------------- | -------------- |
| Áustria - Austrian Albums Chart \| style="text-align:center;"\|9          |                |
| Canadá - Canadian Albums Chart \| style="text-align:center;"\|6           |                |
| Países Baixos - Dutch Albums Chart \| style="text-align:center;"\|10      |                |
| França - French Albums Chart \| style="text-align:center;"\|4             |                |
| Alemanha - German Albums Chart \| style="text-align:center;"\|6           |                |
| Nova Zelândia - New Zealand Albums Chart \| style="text-align:center;"\|2 |                |
| Suíça - Swiss Albums Chart \| style="text-align:center;"\|8               |                |
| Reino Unido - UK Albums Chart \| style="text-align:center;"\|3            |                |
| Estados Unidos - Billboard 200 \| style="text-align:center;"\|15          |                |